# 張世科
張世科（1545年—？），字濟美，山東濟南府臨邑縣人，軍籍，明朝政治人物。

## 生平
隆慶元年（1567年）丁卯科山東鄉試第十二名，萬曆五年（1577年）丁丑科會試第一百八十二名，登三甲第一百二十一名進士。歷官户部郎中，萬曆十七年（1589年）八月升湖廣按察司副使、整饬郴桂兵备。

## 家族
曾祖張奎；祖父張思義；父張宿。母李氏。永感下。